# Icelus toyamensis
Icelus toyamensis är en fiskart som först beskrevs av Kiyomatsu Matsubara och Iwai, 1951.  Icelus toyamensis ingår i släktet Icelus och familjen simpor. Inga underarter finns listade i Catalogue of Life.